# Headlines!
Headlines! es el primer EP de la banda británica The Saturdays publicado el 13 de agosto de 2010 en Irlanda y el 16 de agosto de 2010 en Reino Unido bajo Fascination Records, debido a su duración, el EP fue considerado un "Mini Álbum" por la banda y su sello discográfico; este sirve como puente entre su segundo álbum de estudio Wordshaker y su tercer álbum de estudio, On Your Radar.
Este miniálbum incluye singles anteriores como "Forever Is Over" y "Ego", también se encuentra un remix de la canción "One Shot", todas estas provienen del álbum Wordshaker, y 5 temas nuevos grabados en 2010, entre ellos un cover de Kristinia DeBarge llamado "Died in Your Eyes". El disco fue relanzado el 8 de noviembre de 2010 incluyendo los temas: "Deeper", "Lose Control" y "Here Standing", provenientes de Wordshaker.
El álbum obtuvo desde críticas mixtas a positivas, la mayor crítica se refirió hacia la nueva dirección que tomó el grupo que si bien logró calar en la gente, a ellos los hizo dudar, algunos aludieron al disco llamándolo el "Álbum de la Semana" o dijeron que fue "Corto pero Dulce". También se dijo que la banda trató de "imponer un lado más serio de su personalidad". Otros criticaron al material como "insuficiente" o "decadente", además, dijeron que si bien "no era tan malo", "sonaba igual a todo lo que se hace por ahí"

## Sencillos
Missing You: Fue publicado el 5 de agosto de 2010 y alcanzó el puesto #3 en Reino Unido y el #6 en Irlanda. Es la primera canción en la que usan Auto-tune. 
Higher: Tiene como artista colaborador al rapero Flo Rida, fue publicado como descarga digital el 31 de octubre de 2010 y físicamente el 1 de noviembre de 2010. Alcanzó el #10 en las listas del Reino Unido. 

## Lista de canciones
| N.º | Título                         | Escritor(es)                                     | Duración |  |
| 1.  | «Missing You»                  | Lukas Hilbert, Alexander Kronlund                | 3:41     |  |
| 2.  | «Ego»                          | Steve Mac, Ina Wroldsen                          | 2:59     |  |
| 3.  | «Higher»                       | Arnthor Birgisson, Wroldsen                      | 3:27     |  |
| 4.  | «Forever Is Over» (Radio Edit) | Louis Biancaniello, Samual Watters, James Bourne | 3:22     |  |
| 5.  | «Died in Your Eyes»            | Pamela Sheyne, Rune Westberg, Dean Josiah        | 4:01     |  |
| 6.  | «Karma»                        | Mac, Wroldsen                                    | 3:40     |  |
| 7.  | «Puppet»                       | Brittany Burton, Griffin Boice, Claudia Mills    | 3:42     |  |
| 8.  | «One Shot» (Starsmith Mix)     | Wroldsen, Per Magnusson, David Kreuger           |          |  |

| Contenido Bonus |                                    |          |  |
| N.º             | Título                             | Duración |  |
| 9.              | «Headlines PUSH Content» (Weblink) |          |  |

| Bonus Exclusivo HMV |                |          |  |
| N.º                 | Título         | Duración |  |
| 9.                  | «Large Poster» |          |  |

| Bonus de iTunes por Pre-Orden |                                                    |          |  |
| N.º                           | Título                                             | Duración |  |
| 9.                            | «Forever Is Over» (Orange Monkey Acoustic Version) | 3:51     |  |
| 10.                           | «Ego» (Radio 1 Live Lounge Acoustic Version)       | 3:15     |  |
| 11.                           | «Forever Is Over» (Music Video)                    | 3:31     |  |
| 12.                           | «Missing You» (Music Video)                        | 3:50     |  |

## Versión Expandida
| Reedicion 8 de noviembre de 2010 |                                |                                                                                     |          |  |
| N.º                              | Título                         | Escritor(es)                                                                        | Duración |  |
| 1.                               | «Missing You»                  | Lukas Hilbert, Alexander Kronlund                                                   | 3:41     |  |
| 2.                               | «Ego»                          | Steve Mac, Ina Wroldsen                                                             | 2:59     |  |
| 3.                               | «Higher»                       | Arnthor Birgisson, Wroldsen                                                         | 3:27     |  |
| 4.                               | «Forever Is Over» (Radio Edit) | Louis Biancaniello, Samual Watters, James Bourne                                    | 3:22     |  |
| 5.                               | «Died in Your Eyes»            | Pamela Sheyne, Rune Westberg, Dean Josiah                                           | 4:01     |  |
| 6.                               | «Karma»                        | Mac, Wroldsen                                                                       | 3:40     |  |
| 7.                               | «Puppet»                       | Brittany Burton, Griffin Boice, Claudia Mills                                       | 3:42     |  |
| 8.                               | «One Shot» (Starsmith Mix)     | Wroldsen, Per Magnusson, David Kreuger                                              |          |  |
| 9.                               | «Here Standing»                | Jordan Omley, Michael Mani, Nina Woodford,                                          | 3:36     |  |
| 10.                              | «Lose Control»                 | Jörgen Elofsson, Pär Westerlund                                                     | 3:19     |  |
| 11.                              | «Deeper»                       | Una Healy, Mollie King, Frankie Sandford, Vanessa White, Rochelle Wiseman, Wroldsen | 4:05     |  |
| 12.                              | «Higher» (Featuring Flo Rida)  | Birgisson, Wroldsen, Tramar Dillard                                                 | 3:21     |  |

## Posiciones
Headlines! alcanza el #3 en el Reino Unido y el #10 en Irlanda, haciéndolo su álbum mejor posicionado hasta la fecha.
| Posiciones (2010)       | Máxima Posición |
| ----------------------- | --------------- |
| European Top 100 Albums | 10              |
| Irish Albums Chart      | 10              |
| Scottish Albums Chart   | 4               |
| UK Albums Chart         | 3               |